# Allium lazikkiyense
Allium lazikkiyense — вид трав'янистих рослин родини амарилісові (Amaryllidaceae), ендемік Туреччини. Етимологія: Lazikkiye — давня назва провінції Денізлі — місця зростання рослини.

Цибулина яйцювата, 1.5–2 × 2–2.5 см; зовнішні оболонки коричневі. Стеблина 60–70 см заввишки і 3–3.5 мм завширшки. Листків (4)5–6(7), плоскі, коротші ніж стеблина, (1)1.5–2 мм завширшки. Суцвіття сферичне, щільне, 60–80-квіткове, 3.5–4.5 см в діаметрі. Оцвітина широко дзвінчаста. Листочки оцвітини майже рівні, довгасті, зелені верхівка тупа, серединна жилка темно-зелена. Пиляки жовті. Коробочка трикутна 4.5–5 × 4.5–5 мм. Насіння чорне, 3–4 × 2 мм.
Час цвітіння липень і серпень.

## Поширення
Ендемік Туреччини.
Населяє кам'янисту місцевість, сухі схили, 859 м